# Apteronotus galvisi
Apteronotus galvisi är en fiskart som beskrevs av De Santana, Maldonado-ocampo och Crampton 2007. Apteronotus galvisi ingår i släktet Apteronotus och familjen Apteronotidae. Inga underarter finns listade i Catalogue of Life.